# Alpenus assimilis
Alpenus assimilis là một loài bướm đêm thuộc phân họ Arctiinae, họ Erebidae.